# Havelockia obunca
Havelockia obunca is een zeekomkommer uit de familie Phyllophoridae. De wetenschappelijke naam werd voor het eerst geldig gepubliceerd in 1885 door Kurt Lampert.